# Георги Пенчев
Георги Иванов Пенчев е български учен, доктор на филологическите науки, литературен критик, изследовател и публицист.

## Биография
Роден е на 26 октомври 1933 година в с. Стоките, Севлиевско. Завършва българска литература в Софийския държавен университет, след което защитава докторска дисертация върху българския исторически роман в Академията за обществени науки в Москва. По-късно става доктор на филологическите науки в Института за литература при БАН. Работи като журналист в Стара Загора, а по-късно става зам.-гл. редактор на в. „Работническо дело“. Член е на Съюз на българските писатели.

## Творчество
Георги Пенчев е автор на литературно-критически и теоретически книги, в това число на редица изследвания за съвременната българска, руска и украинска литература. Изследвал е творчеството на автори като Чингиз Айтматов, Олес Гончар, Даниил Гранин, Сергей Залигин, Виктор Астафиев и др. Автор е и на редица публицистични книги.
Значителна част от изследователската му работа е върху развитието на българския исторически роман от неговото зараждане до наши дни. Проследено е творчеството на най-популярните автори, творили в този жанр: Иван Вазов, Стоян Загорчинов, Николай Райнов, Фани Попова-Мутафова, Петър Карапетров, Димитър Талев, Стефан Дичев, Яна Язова, Антон Дончев, Вера Мутафчиева, Емилиян Станев, Слав Караславов, Андрей Гуляшки, Свобода Бъчварова, Атанас Мочуров, Георги Марковски, Владимир Зарев, Боян Биолчев и др.

### Литературна критика
- „Съвременност и минало“ (1975)
- „Литературните уроци на Луначарски“ (1977)
- „Литературен процес и съвременност“ (1980)
- „Опорна точка“ (1983)
- „Новият съветски роман“ (1984)
- „Разговори за съветската литература“ (1984)
- „Обич и тревога“ (1986)
- „Синовен поклон“ (1987)
- „Българският исторически роман в две части“ (2006-2012)
- „Промяната и участта на литературата“ (2009)

### Портрети на български писатели
- „Чудомир – познатият и непознат нашенец“ (1995)
- „Незатворена книга“ (2000)
- „И след тях…“ (2004)
- „Книга за Гец“. Сборник (2003)
- „Книга за Йордан Йотов“. Сборник (2013)

### Книги за българското село
- „Дряново слънце“ (2001)
- „Книга за хората и селото“. Сборник (2003)